# Xarifa lobata
Xarifa lobata is een keversoort uit de familie klopkevers (Anobiidae). De wetenschappelijke naam van de soort is voor het eerst geldig gepubliceerd in 1929 door Fall.